# ㅭ
ㅭは、ハングルを構成する複合終声字母のひとつ。字母ㄹとㆆを組み合わせて終声に用いたもの。呼称はリウルヨリンヒウッ（리을여린히읗）。古語に用いられたが、ㆆ自体が現在では用いられていないため、ㅭも現在は使用されない。
中期朝鮮語では、冠形格促音、用言の連体形及び漢字音表記の以影補来で用いられた。

## 文字コード
| 名称                               | 種類   | コード | HTML実体参照コード | 表示 |
| HANGUL LETTER RIEUL-YEORINHIEUH    | 単体   | U+316D | &#12653;           | ㅭ   |
| HANGUL JONGSEONG RIEUL-YEORINHIEUH | 終声用 | U+11D9 | &#4569;            | ᇙ     |